# Amador City (Califórnia)
Amador City é uma cidade localizada no estado norte-americano da Califórnia, no condado de Amador. Foi incorporada em 2 de junho de 1915.

## Geografia
De acordo com o United States Census Bureau, a cidade tem uma área de 0,8 km², onde todos os 0,8 km² estão cobertos por terra.

### Localidades na vizinhança
O diagrama seguinte representa as localidades num raio de 32 km ao redor de Amador City. 

## Demografia
Segundo o censo nacional de 2010, a sua população é de 185 habitantes e sua densidade populacional é de 230,42 hab/km². É a cidade menos populosa do condado de Amador. Possui 108 residências, que resulta em uma densidade de 134,51 residências/km².